# Sanikiluaq
Sanikiluaq, inuit ᓴᓂᑭᓗᐊᖅ, är ett samhälle på Belcher Islands i Qikiqtaaluk i det kanadensiska territoriet Nunavut. Det är det sydligaste samhället i Nunavut och ligger på en sydligare breddgrad än Göteborg. Befolkningen uppgick år 2016 till 882 invånare.
En aktuell fråga för invånarna är huruvida Rupertflodens avledande i Québec kommer att påverka dem. Ökade mängder sötvattenis kommer nämligen att försvåra förhållandena för jägarna ute i bukten.
Sanikiluaq Airport ligger nära samhället.